# Гурбаново
Гурбаново (словац. Hurbanovo) — місто в окрузі Комарно Нітранського краю Словаччини. Площа міста 59,94 км². Станом на 31 грудня 2015 року в місті проживало 7515 жителів.

## Географія
Протікає Патінський канал.

## Історія
Перші згадки про місто датуються 1329 роком.

## Населення
| Рік:            | 1994. | 2004.   | 2014.   | 2024.   |
| --------------- | ----- | ------- | ------- | ------- |
| Кількість осіб: | 7894  | 8041    | 7605    | 7178    |
| Різниця:        |       | +1,86 % | -5,42 % | -5,61 % |

| Рік:            | 2023. | 2024.   |
| --------------- | ----- | ------- |
| Кількість осіб: | 7222  | 7178    |
| Різниця:        |       | -0,60 % |